# Team Meritus
 (juillet 2025).
Motif : Insuffisamment de sources secondaires démontrant le notoriété requise pour un article Cf WP:CAA et WP:NPER
- Archive Wikiwix
- Bing
- Cairn
- DuckDuckGo
- E. Universalis
- Gallica
- Google
- G. Books
- G. News
- G. Scholar
- Persée
- Qwant
- (zh) Baidu
- (ru) Yandex
- (wd) trouver des œuvres sur Wikidata

| 1. | Préciser le motif de la pose du bandeau. | Précisez le motif de la pose du bandeau en utilisant la syntaxe suivante : {{admissibilité à vérifier\|date=juillet 2025\|motif=remplacez ce texte par le motif}}                 |
| 2. | Informer les utilisateurs concernés.     | Pensez à avertir le créateur de l'article, par exemple, en insérant le code ci-dessous sur sa page de discussion : {{subst:avertissement admissibilité à vérifier\|Team Meritus}} |

 (décembre 2024).
Qi-Meritus Racing est une écurie de sport automobile malaise qui participe aux championnats de GP2 Asia Series et de Formule BMW Asie. Fondée par Peter Thompson et Firhat Mokhzani en 1983, l'équipe est aujourd'hui dirigée par l'ingénieur Sean Thompson. L'équipe prépare aujourd'hui les voitures du championnat d'Asie du Sud-Est de Formule 4. 